# Tom Abbey
Pour les articles homonymes, voir Abbey.
Tom Abbey, né en 1868 à Kingston-upon-Hull au Royaume-Uni et décédé à l'âge de 54 ou 55 ans le 1er septembre 1923 à Yokohama au Japon, est un marchand britannique.

## Biographie
Fils de Richard Abbey, il commence à travailler en 1880 dans la compagnie commerciale de H. MacArthur, courtier naval et agent des douanes. De 1882 à 1885, il travaille avec son père comme agent de douane. En 1886, il est embauché dans l'entreprise de John W. Hall basée à Yokohama. Il finit par devenir directeur de la firme et succède à John W. Hall en 1904. Il meurt lors du séisme de 1923 de Kantō en essayant d'aider son ami le docteur Wheeler.